# 20 cm Luftminenwerfer M. 16
Il 20 cm Luftminenwerfer M. 16 fu un mortaio pesante Austro-Ungarico utilizzato dall'Imperiale e regio esercito durante la prima guerra mondiale.

## Storia
Nel 1916, dopo che il 12 cm Luftminenwerfer M. 16 fu sviluppato dall'ingegnere Gustav Spitz, della Austria Metal Works di Brno; un altro progettista della stessa azienda produsse il 20 cm Luftminenwerfer M. 16 che fu accettato anche dall'esercito austriaco nel 1916. Quest'arma, talvolta chiamata 20 cm Luftminenwerfer M. 16 'Bartelemus', ottenne poco successo sul fronte, principalmente a causa del suo peso e delle sue dimensioni, ma anche del suo elevato consumo di aria compressa (una bombola di aria compressa durava solo 4-6 colpi). Fu gradualmente sostituito dal 26 cm Minenwerfer M. 17 e dai successivi mortai pesanti.

## Tecnica
Il 20 cm Luftminenwerfer M. 16 era molto simile al 12 cm Luftminenwerfer M. 16. L'angolo di mira verticale era di 45 gradi, il caricamento a culatta, ed il serbatoio dell'aria compressa si trovava dietro di essa. Il mortaio era caratterizzato da un lungo tubo, che consentiva una lunga gittata, inoltre c'era la possibilità di aggiungere un'estensione sulla parte superiore, per aumentare ulteriormente la gittata; la potenza aumentata tuttavia necessitava di diversi adattamenti: innanzitutto la camera d'aria compressa cilindrica, di capacità aumentata, doveva essere posizionata perpendicolarmente al tubo ed inoltre la canna doveva essere sostenuta per tutta la sua lunghezza da una struttura in acciaio che consentiva al tubo di scorrere in avanti, separandolo dalla culatta per il caricamento.